# Rueyres (Suíça)
Rueyres é uma comuna da Suíça, situada no distrito de Gros-de-Vaud, no cantão de Vaud. Tem 2 km² de área e sua população em 2018 foi estimada em 254 habitantes.